# Kamenný vrch (Rumburská pahorkatina)
Kamenný vrch (německy Steinberg) je kopec s nadmořskou výškou 510 m, který leží na území města Krásná Lípa (část obce Vlčí Hora) v Ústeckém kraji. Má dva vrcholy, přičemž západní vrchol (509,7 m) je vyšší než východní (509,1 m). Vrcholy a svahy severně až východně od nich náleží ke geomorfologickému celku Šluknovská pahorkatina, jejímu okrsku Rumburská pahorkatina a podokrsku Krásnolipská pahorkatina. Jižní až západní svahy náleží k Děčínské vrchovině, jejich hranicí je lužický zlom. Geologické podloží tvoří drobně zrnitá brtnická žula, kterou jižně za lužickým zlomem střídá křemenný pískovec. Půdní pokryv svahů představuje na žulu vázaná modální mesobazická kambizem a na pískovci arenický podzol a kryptopodzol. Při potocích je pak zastoupena oglejená kambizem a modální glej. Severně od vrcholů pramení Panský potok, na kterém se nachází Panský vodopád. Potok spolu s ostatními kratšími toky náleží k povodí Křinice a úmoří Severního moře. Kamenný vrch je téměř celý zalesněný. Na severních svazích se rozkládá zástavba vsi Vlčí Hora, mezi kterou roste památný strom Fořtovská lípa. Na východním svahu stojí dřevěná kaple svaté Anny. Západní část vrchu leží v národním parku České Švýcarsko a východní v chráněné krajinné oblasti Labské Pískovce. Přes vrch prochází modře značená tusitická trasa a Köglerova naučná stezka. Severozápadně od vrcholů se nacházejí skalní útvary Malý a Velký Plačtivý kámen, Pavučinový hrad a Stěna nad ohništěm.